# Кубань (футбольный клуб)
«Куба́нь» — советский и российский футбольный клуб из Краснодара, существовавший с 1928 по 2018 год. На момент до расформирования был одним из старейших футбольных клубов России. Официально вёл свою историю с момента основания команды «Динамо» при отделе ОГПУ при СНК Краснодара.
В высшей лиге СССР выступал в 1980—1982 годах, в высшей лиге России — в 1992, 2004, 2007, 2009 и с 2011 по 2016.
Членов и болельщиков клуба принято называть кубанцы (по названию клуба и историко-географической области Кубань), или жёлто-зелёные (по официальным цветам клуба). Помимо этого, существует ещё несколько неофициальных наименований, связанных с цветами клуба: канарейки (по аналогии с идентичным наименованием имеющих аналогичные клубные цвета французского «Нанта» и английского «Норвич Сити») и жабы (употребляется в основном недругами клуба, а также частью кубанских ультрас).
30 мая 2018 года было объявлено о создании общественной организации и планах формирования на её базе футбольного клуба, который представители основных объединений болельщиков команды считают «единственным продолжением футбольных традиций „Кубани“». Среди учредителей организации, помимо представителей фанатских объединений, присутствовал и ряд бывших игроков «Кубани». 5 августа 2018 года созданная болельщиками и бывшими игроками клуба команда провела свой первый официальный матч, а 27 апреля 2019 года дебютировала в высшей лиге чемпионата Краснодарского края.

## Названия
- 1928—1953 — «Динамо».
- 1954—1957 — «Нефтяник».
- 1958—1960 — «Кубань».
- 1960—1962 — «Спартак».
- 1963—2018 — «Кубань».

## История
На Кубани футбол появился в начале XX века, когда им стали заниматься члены различных спортивных клубов Екатеринодара того времени. Первый междугородный матч был сыгран в Екатеринодаре 6 августа (по другим данным 9 августа) 1912 года, а с 1913 года стал проводиться уже полноценный чемпионат города. Официально история ФК «Кубань» начинается с 1928 года, с момента организации при НКВД Краснодара команды «Динамо», которая, по некоторым данным, была организована годом ранее, в 1927 году. В 1948 году «Динамо» стало чемпионом РСФСР.
В 1954 году, согласно официальной версии, команда перешла в общество «Нефтяник» и под новым названием дебютировала в футбольной лиге класса «Б». В 1958 году снова поменяла ведомственную принадлежность и перешла в созданное в том же году ДСО «Труд», получив название «Кубань», а в 1960 году была переведена в ДСО «Спартак» и соответственно переименована. В 1963 году команда вновь сменила название на «Кубань», хотя ведомственная принадлежность осталась прежней. В 1971 году команда была переведена в новое ДСО, на этот раз «Урожай». В 1980 году «Кубань» дебютировала в Высшей лиге СССР, где затем выступала до 1982 года, а в 1992 году дебютировала в высшей лиге чемпионата России, в которой затем выступала в 2004, 2007, 2009 и с 2011 по 2016 год.
В сезоне 2013/14 «Кубань» дебютировала в Лиге Европы. После завершения сезона 2017/18 стало известно, что клуб прекращает выступления по причине ликвидации ввиду уже запущенной процедуры банкротства. 30 мая 2018 года было официально сообщено, что «Кубань» не примет участия в следующем сезоне из-за решения комиссии РФС от 14 мая того же года отказать ей в выдаче лицензии на право выступления в турнире, на что клуб даже не подавал апелляцию. 19 июля 2018 года уже несуществующая «Кубань» была оштрафована ФИФА на 15 тысяч швейцарских франков за долги перед бывшими игроками команды.

## Преемственность
30 мая 2018 года в совместном заявлении основных объединений болельщиков «жёлто-зелёных» было объявлено о создании общественной организации и планах формирования на её базе футбольного клуба, который они считают «единственным продолжением футбольных традиций „Кубани“».
Кроме того, параллельно был создан профессиональный клуб с первоначально планировавшимся названием «Екатеринодар», который некоторыми СМИ подавался в качестве преемника «Кубани». Позже стало известно, что данный клуб был зарегистрирован в местной федерации футбола под названием «Урожай», с которым и подал заявку на участие в первенстве ПФЛ сезона 2018/19. При этом с 5 по 14 июня 2018 года на местном портале «Юга.ру» проводился опрос по поводу названия команды, по результатам которого вариант «Урожай» занял последнее место. 24 июля 2020 года ФК «Урожай» получил разрешение на изменение наименования с использованием названия «Кубань», при этом, согласно решению Исполкома РФС, без возникновения какой-либо преемственности с ФК «Кубань», а 27 июля отсутствие какой бы то ни было преемственности с «Кубанью» официально подтвердил и сам переименованный клуб.
25 июля 2018 года было объявлено, что анонсированная 30 мая общественная организация болельщиков создана и проходит официальную регистрацию в органах Министерства юстиции, при этом среди её учредителей, помимо представителей фанатских объединений, присутствуют и бывшие игроки «Кубани»: Игорь Армаш, Мурат Гомлешко, Станислав Лысенко и Олег Терёхин. 5 августа созданная болельщиками и бывшими игроками клуба команда провела на стадионе «Труд» свой первый официальный матч в рамках розыгрыша Кубка губернатора Краснодарского края (первая лига чемпионата края), в котором одержала победу со счётом 3:0 над «Абинском»: в первом тайме голами отметились Станислав Лысенко и Андрей Топчу, который в итоге в конце второго тайма оформил дубль и установил окончательный счёт встречи. В итоге розыгрыш Кубка губернатора Краснодарского края сезона 2018 года «Кубань» завершила на 8-м месте среди 12 команд в третьей зоне (в 22 матчах «Кубань» одержала 8 побед, 1 раз сыграла вничью и потерпела 13 поражений).
| Форма команды |
| ------------- |
| 2019—2020     |

27 апреля 2019 года возрождённая «Кубань» дебютировала в Высшей лиге краевого чемпионата. 5 мая того же года в первом домашнем матче «Кубань» установила исторический рекорд посещаемости краевых соревнований (6125 зрителей), при этом данный поединок вошёл в десятку игр с наибольшей аудиторией во всех лигах России в тот уикенд, уступив по количеству зрителей лишь восьми встречам РПЛ и превзойдя все матчи в рамках ФНЛ и ПФЛ. В июне 2019 года занимавший пост спортивного директора команды Станислав Лысенко перешёл на работу в ФК «Урожай», куда переманил тренерский штаб «Кубани» во главе с Андреем Юдиным и группу футболистов клуба в количестве 14 человек, в результате чего 26 июня поединок краевого Кубка против чемпиона Высшей лиги региона сезона 2018 года «Колоса» (пос. Центральный) команда провела вдесятером без игроков на скамейке запасных, поскольку футболистам и тренерскому штабу «Кубани» со стороны Лысенко было запрещено принимать участие в матче под угрозой штрафа, при том, что на момент проведения встречи ни игроки, ни тренеры не были связаны контрактами ни с одним из профессиональных клубов. На тот момент «Кубань» после 11 туров шла на 3-м месте в чемпионате края, отставая всего на 5 очков от лидера турнира павловского клуба «Кубань Холдинг». 12 августа 2019 первую тренировку в качестве нового наставника команды провёл Александр Орехов. В итоге розыгрыш чемпионата Краснодарского края сезона 2019 года «Кубань» завершила на 4-м месте среди 10 команд (в 22 матчах одержала 11 побед, 3 раза сыграла вничью и потерпела 8 поражений, разница мячей — 36-29). 26 декабря 2019 было опубликовано открытое письмо болельщиков и ветеранов «Кубани» на имя губернатора Краснодарского края Вениамина Кондратьева с просьбой доверить управление клубом группе инвесторов, изъявившей желание помочь в возвращении «Кубани» в профессиональный футбол, ответа от чиновника не последовало.
23 августа 2020 года на внеочередном собрании общественной организации болельщиков ФК «Кубань» 81,43 % проголосовавших не признали ПФК «Кубань» преемником клуба. 10 августа 2021 года общественной организации болельщиков удалось выкупить эксклюзивное право на бренд ФК «Кубань». В 2021 году в первой лиге Краснодарского края и кубке края команда играла под официальным названием «Кубань Кр».

## Эмблема
В различных печатных источниках (в том числе СМИ и футбольной литературе), изданных в других регионах, вплоть до конца 1990-х эмблема с буквой «К» обозначалась как эмблема «Кубани», однако она никогда не была официальной, а её происхождение неизвестно. Однако именно на её стилистической основе были созданы эмблемы образцов 1999 и 2001 года, а вовсе не на базе нижеуказанной первой официальной эмблемы.
С момента основания, в соответствии с принятой в СССР практикой, команда выступала с эмблемами различных спортивных обществ, к которым принадлежала, и только в 1989 году (возможно, позже — в 1990 или 1991), ввиду развала системы спортивных обществ, став самостоятельной организацией, смогла обзавестись своей собственной, уникальной эмблемой, которая официально просуществовала до 1998 года.
На появившейся в 1999 году новой эмблеме «Кубани» центральное место занимает значок компании «Роснефть», ставшей главным спонсором команды в том году. В то время расположение спонсорских логотипов на эмблемах футбольных клубов либо их разнородная интеграция в клубную атрибутику были довольно частым явлением. Данная эмблема просуществовала до конца 2000 года, хотя в некоторых печатных изданиях встречалась и в 2001 году, а в Интернете порой публикуется в качестве логотипа клуба и по сей день.
В 2001 году, вместе со сменой руководства клуба, была введена и новая эмблема. В оформлении упор был сделан на клубные цвета и его историю, с 1971 года связанную с ДСО «Урожай», кроме того, цветам придавалось и дополнительное значение: жёлтый — солнце и бескрайние пшеничные поля, зелёный — леса, горы и зелёные поля будущего урожая во всех смыслах. В 2003 году, ввиду регистрации эмблемы как товарного знака, руководством клуба было решено внести небольшие изменения для придания логотипу более тонкого и узнаваемого образа. Изменения носили минимальный характер, более того, не было даже официального объявления об их внесении. Кроме того, помимо имевших официальное утверждение, в СМИ и прочих изданиях нередко использовались и иные варианты эмблемы «Кубани».
11 ноября 2010 года, на церемонии вручения команде наград по итогам сезона, было сообщено об изменении эмблемы клуба. Ребрендинг, по мнению создателей, должен был ознаменовать собой новый этап в развитии клуба, связанный с выходом команды в Премьер-лигу. На следующий день несколько объединений болельщиков команды выступило с коллективным официальным заявлением, в котором, в частности, руководству клуба было предложено приостановить введение новой эмблемы и перейти к переговорам для учёта мнений всех слоёв болельщиков. В случае же неизменности безальтернативного одностороннего решения руководства о ребрендинге было заявлено о неприятии новой эмблемы подписавшимися. В тот же день на официальном сайте клуба ребрендинг был объявлен только предстоящим, а продемонстрированная ранее эмблема была названа лишь вариантом, которому предстоит принять участие в публичном голосовании наравне с прочими. Кроме того, в заявлении на официальном сайте болельщики были приглашены принять участие в создании нового логотипа, проведение конкурса было заявлено с 15 ноября по 15 декабря 2010 года. 18 ноября лидеры болельщицких объединений встретились с руководством «Кубани» для обсуждения ситуации с изменением эмблемы. В ходе переговоров руководство клуба ещё раз подтвердило, что от ребрендинга отказываться не собирается, однако изменение логотипа клуба планируется не кардинальное. 26 ноября от имени болельщиков президенту клуба Александру Ткачёву было направлено открытое обращение с просьбой остановить процесс изменения эмблемы, данное письмо было опубликовано на сайте болельщиков команды. 15 декабря, как и было изначально заявлено, голосование завершилось, по его итогам большинство голосов набрал отличный от представленного ранее на церемонии вариант логотипа. На следующий день на официальном сайте «Кубани» было объявлено о завершении конкурса, при этом было заявлено, что клуб принял решение отложить утверждение обновлённой официальной эмблемы команды из-за того, что сроки подготовки к новому сезону не дают провести масштабные работы, необходимые ввиду принятого по итогам конкурса решения. В итоге эмблема у клуба осталась прежней вплоть до расформирования «Кубани» в конце мая 2018 года.

## Фарм-клуб
В 1990-е фарм-клуб «Кубани» выступал на профессиональном уровне в третьей лиге в сезонах 1996 и 1997, прекратив в итоге существование ввиду расформирования турнира.
В июне 2015 был воссоздан на базе команды армавирского «Торпедо» и зачислен для участия в турнире зоны «Юг» Первенства ПФЛ, однако уже через месяц был расформирован и снялся с соревнований, так и не проведя ни одного официального матча.
16 июня 2016 было официально объявлено о воссоздании фарм-клуба, который в итоге прекратил своё существование вместе с основной командой после завершения сезона 2017/18.

## Клубные рекорды

### В СССР

#### Самые крупные победы
- в классе «Б» — 9:1 — над «Динамо» (Дзауджикау) в 1946 году
- в классе «А» — 8:0 — над «Шираком» (Ленинакан) в 1966 году
- во II лиге — 6:0 — над «Спартаком» (Орёл) в 1972 году
- в I лиге — 8:1 — над «Днепром» (Могилёв) в 1983 году и 7:0 — над «Колхозчи» (Ашхабад) в 1979 году
- в Высшей лиге — 5:1 — над «Араратом» (Ереван) в 1981 году; 4:0 — над «Черноморцем» (Одесса) в 1980 году и СКА (Ростов-на-Дону) в 1981 году
- Всего в чемпионатах и первенстве СССР «Кубань» одержала 140 побед с крупным счётом.

#### Самые крупные поражения
- в классе «Б» — 4:11 — от «Нефтяника» (Баку) в 1956 году
- в классе «А» — 0:4 — от «Строителя» (Ашхабад) в 1964 году
- во II лиге — 1:5 — от «Металлурга» (Липецк) в 1972 году
- в I лиге — 1:8 — от «Таврии» (Симферополь) в 1976 году и 0:7 — от ЦСКА в 1989 году
- в Высшей лиге — 1:6 — от СКА (Ростов-на-Дону) в 1981 году
- Всего в чемпионатах и первенстве СССР «Кубань» крупно уступила соперникам в 96 матчах.

#### Персональные рекорды
- Больше всего матчей за «Кубань» в советский период истории клуба провёл Александр Плошник — 381 матч[54]
- Лучшим бомбардиром «Кубани» в советский период истории клуба является Александр Плошник — 158 мячей (+ ещё 8 в Кубке)[55]
- Лучшим бомбардиром «Кубани» за один сезон в советский период истории клуба является Александр Плошник — 32 мяча в 40 матчах в сезоне 1977 года[55]

### В России

#### Самые крупные победы
- во II дивизионе — 9:0 — над «Иристоном» (Владикавказ) в 2000 году
- в I дивизионе — 7:0 — над «Машуком-КМВ» (Пятигорск) и «Ладой» (Тольятти) в 2006 году
- в Премьер-лиге/Высшей лиге — 5:0 — над «Волгой» (Нижний Новгород) в 2011 году

#### Самые крупные поражения
- во II дивизионе — 2:7 — от «Колоса» (Краснодар) в 1994 году и «Гекриса» (Анапа) в 1995 году
- в I дивизионе — 0:6 — от «Металлурга» (Липецк) в 1997 году
- в Премьер-лиге/Высшей лиге — 0:6 — от «Уралмаша» (Екатеринбург) в 1992 году и ЦСКА в 2014 году

#### Персональные рекорды
- Больше всего матчей за «Кубань» в российский период истории клуба провёл Артур Тлисов — 337 матчей в чемпионате и 16 в Кубке
- Лучшим бомбардиром «Кубани» в российский период истории клуба является Станислав Лысенко — 84 мяча (+ ещё 6 в Кубке)[56]
- Лучшим бомбардиром «Кубани» за один сезон в российский период истории клуба является Алексей Герасименко — 30 мячей в 39 матчах в сезоне 1995 года[57]

## Достижения

### В СССР
Чемпион РСФСР среди клубов КФК: 1948
Чемпион РСФСР среди клубов: 1962, 1973, 1987 (рекорд для нестоличных клубов совместно с Крыльями Советов)
13-е место в Высшей лиге: 1981
Победитель в Классе «Б»: 1962
2-е место в Первой лиге СССР (выход в Высшую лигу): 1979

### В России
Финалист Кубка России: 2014/15
5-е место в Премьер-лиге: 2012/13
Победитель Первого дивизиона: 2010
2-е место в Первом дивизионе (выход в Высший дивизион): 2003, 2006, 2008

### Призы
Обладатель приза «Вместе с командой» (3): 1980, 2011/12, 2012/13
Обладатель приза «Мяч без пятен»: 2011/12

## Поддержка клуба
У «Кубани» традиционно имеется немалое число болельщиков, ещё в 1980 году клуб получил приз «Вместе с командой». Фанатское движение «Кубани» возникло в 1982 году, когда 3 августа была создана первая группировка Green Mile, представители которой совершили 23 октября того же года первый именно фанатский выезд за клуб в Донецк. С того времени фанатское движение «Кубани» постепенно набирало обороты, немного приостановившись в 1990-е, однако, под конец века стало развиваться с новой силой, начали возникать новые группировки, качество перфоманса на стадионе стало повышаться, всё больше людей ездило на «выезды». Эта тенденция продолжилась и в XXI веке: в 2002 году состоялся самый массовый фанатский «выезд» — 2000 человек — на «Черноморец», а в 2007 году был «пробит» самый дальний российский «выезд» — Владивосток.
В 2008 году «Кубань» являлась самым популярным клубом Первого дивизиона, а по итогам сезона стала самой посещаемой командой турнира, как дома, так и в гостях. В 2009 году представители движения Kuban-Ultras установили рекорд по количеству человек, которые посетили абсолютно все домашние и выездные матчи «Кубани», таких «золотников» в том сезоне оказалось 11, что стало лучшим показателем в истории. В следующем сезоне двое фанатов стали «золотниками» второй год подряд. Сама же вернувшаяся в Первый дивизион «Кубань» по версии портала «Чемпионат.ру» была признана в преддверии розыгрыша самым популярным клубом лиги, а по итогам сезона стала и самой посещаемой командой турнира.
По итогам двух кругов переходного сезона 2011/12 РФПЛ «Кубань» стала самой посещаемой домашней командой. Средняя посещаемость на играх «жёлто-зелёных» в родном городе составила 20 069 зрителей. Рекордным стал матч с махачкалинским «Анжи» 19 сентября, собравший по официальным данным 31 527 зрителей.
В сезоне 2012/13 «Кубань» в очередной раз стала первой по посещаемости домашних матчей, в которых, согласно официальным протоколам, собрала суммарную аудиторию в 314 017 зрителей. 22 августа 2013 на матче с нидерландским клубом «Фейеноорд» в рамках раунда плей-офф Лиги Европы был установлен новый рекорд официальной посещаемости — 32 275 зрителей.

## Стадион
До 1961 года домашней ареной «Кубани» был стадион «Динамо». Затем команда стала выступать на построенном в 1960 году стадион «Кубань», вместительность которого ныне составляет 35 200, размер игрового поля 104 м х 70 м, газон естественный, травяной с подогревом, количество трибун — 4 («Запад», «Восток», «Север» и «Юг»). Стадион «Кубань» расположен по адресу: 350038, Краснодар, ул. Железнодорожная, 49.
Летом 2013 года на официальном сайте «Кубани» проводилось голосование о проекте нового стадиона. Победил проект английской компании AFL Architects с рабочим названием «Золотая корона» стоимостью 250—270 миллионов евро и вместимостью около 45 тысяч зрителей. Начало строительства стадиона планировалось в первой половине 2014 года, а срок сдачи объекта — третий-четвёртый квартал 2016 года. Однако сначала летом 2014 года стало известно, что начало строительства откладывается до середины 2016 года, а в итоге проект был вообще отменён.
Также в 1983 и 1984 годах «Кубань» провела свои кубковые матчи на носившем тогда название «Юность» стадионе «Труд».

## Игроки клуба
Полный список игроков ФК «Кубань», о которых есть статьи в Википедии, см. тут.

## Рекордсмены

### В СССР
В данном разделе представлены рекордсмены «Кубани» по количеству проведённых матчей (более 200) и забитых мячей в чемпионатах и первенствах СССР:
| Лучшие бомбардиры клуба |      |
| Игрок                   | Голы |
| Александр Плошник       | 158  |
| Григорий Евсюков        | 59   |
| Николай Колесов         | 53   |
| Марат Галоян            | 52   |
| Виктор Кедрус           | 51   |
| Игорь Калешин           | 51   |
| Лев Занченко            | 47   |
| Юрий Горин              | 47   |
| Валерий Рудько          | 46   |
| Юрий Колинько           | 41   |

| Рекордсмены клуба по матчам |       |
| Игрок                       | Матчи |
| Александр Плошник           | 381   |
| Олег Кущ                    | 334   |
| Владимир Будагов            | 330↑  |
| Александр Семенюков         | 311   |
| Юрий Чеботарёв              | 285   |
| Виталий Фурса               | 282   |
| Василий Шитиков             | 282   |
| Сергей Горюнов              | 259   |
| Владимир Подобедов          | 245   |
| Василий Рябенко             | 244   |

### В России
В данном разделе представлены рекордсмены «Кубани» по количеству проведённых матчей (более 100) и забитых мячей в чемпионатах и первенствах России по состоянию на конец сезона 2013/14:
| Лучшие бомбардиры клуба |      |
| Игрок                   | Голы |
| Станислав Лысенко       | 84   |
| Мурат Гомлешко          | 55   |
| Алексей Герасименко     | 47   |
| Максим Ермак            | 36   |
| Владислав Великодный    | 30   |
| Валерий Шушляков        | 30   |
| Любомир Кантонистов     | 30   |
| Артур Тлисов            | 26   |
| Георге Букур            | 26   |
| Эмиль Цацкин            | 24   |

| Рекордсмены клуба по матчам |       |
| Игрок                       | Матчи |
| Артур Тлисов                | 308   |
| Станислав Лысенко           | 244   |
| Сергей Лысенко              | 223   |
| Владислав Великодный        | 212   |
| Андрей Топчу                | 189   |
| Мурат Гомлешко              | 178   |
| Андрей Ушенин               | 157   |
| Игорь Армаш                 | 155   |
| Виталий Калешин             | 149   |
| Роман Ленгиел               | 145   |

## Главные тренеры
| Главный тренер         | Период    |
| ---------------------- | --------- |
| Андрей Агеев           | 1928—1942 |
| Иван Санжаров          | 1944—1945 |
| Григорий Архангельский | 1946      |
| Иван Санжаров          | 1946—1947 |
| Андрей Агеев           | 1948      |
| Лев Забутов            | 1949—1955 |
| Александр Загрецкий    | 1955—1956 |
| Николай Рассказов      | 1956—1959 |
| Юрий Ходотов           | 1960      |
| Борис Смыслов          | 1961      |
| Станислав Шмерлин      | 1961—1962 |
| Борис Смыслов          | 1962      |
| Владимир Горохов       | 1962—1963 |
| Михаил Антоневич       | 1964      |
| Николай Рассказов      | 1964      |
| Алексей Костылев       | 1964—1965 |
| Валерий Бехтенев       | 1966—1967 |
| Станислав Шмерлин      | 1968      |
| Николай Рассказов      | 1969—1970 |
| Пётр Щербатенко        | 1971—1972 |
| Станислав Шмерлин      | 1972—1973 |
| Владимир Будагов       | 1973      |
| Геннадий Матвеев       | 1974      |
| Руслан Дзасохов        | 1975      |
| Виктор Гуреев          | 1976      |
| Виктор Корольков       | 1977—1979 |
| Владимир Михайлов      | 1980      |

| Главный тренер     | С     | Период    |
| ------------------ | ----- | --------- |
| Владимир Белоусов  |       | 1981—1982 |
| Юрий Сёмин         |       | 1982      |
| Александр Кочетков |       | 1983—1985 |
| Юрий Колинько      |       | 1985—1986 |
| Хамза Багапов      |       | 1987—1988 |
| Игорь Калешин      |       | 1988      |
| Георгий Безбогин   |       | 1989—1990 |
| Владимир Бражников |       | 1990—1991 |
| Юрий Марушкин      |       | 1991—1992 |
| Игорь Калешин      |       | 1992—1993 |
| Леонид Назаренко   |       | 1993—1994 |
| Владимир Бражников |       | 1994—1995 |
| Фёдор Новиков      |       | 1995      |
| Владимир Бражников |       | 1995—1997 |
| Валерий Синау      |       | 1997—1998 |
| Адольф Поскотин    |       | 1998      |
| Софербий Ешугов    |       | 1999—2000 |
| Фёдор Щербаченко   | и. о. | 2000      |
| Александр Ирхин    |       | 2000—2001 |
| Олег Долматов      |       | 2001—2002 |
| Вячеслав Комаров   |       | 2002      |
| Владимир Лагойда   |       | 2002—2003 |
| Николай Южанин     |       | 2003—2004 |
| Софербий Ешугов    |       | 2004      |
| Леонид Назаренко   |       | 2004—2005 |
| Йозеф Хованец      |       | 2005      |
| Павел Яковенко     |       | 2006—2007 |

| Главный тренер                    | С     | Период    |
| --------------------------------- | ----- | --------- |
| Леонид Назаренко                  |       | 2007      |
| Софербий Ешугов                   |       | 2007      |
| Александр Тарханов                |       | 2008      |
| Сергей Павлов                     |       | 2008      |
| Погос Галстян                     | и. о. | 2008      |
| Олег Протасов                     |       | 2008      |
| Сергей Овчинников Марьяну Баррету |       | 2009      |
| Сергей Овчинников                 |       | 2009      |
| Погос Галстян                     | и. о. | 2009      |
| Дан Петреску                      |       | 2010—2012 |
| Юрий Красножан                    |       | 2012      |
| Леонид Кучук                      |       | 2013      |
| Доринел Мунтяну                   |       | 2013      |
| Виктор Гончаренко                 |       | 2013—2014 |
| Леонид Кучук                      |       | 2014—2015 |
| Андрей Сосницкий                  | и. о. | 2015      |
| Дмитрий Хохлов                    |       | 2015      |
| Сергей Ташуев                     |       | 2015—2016 |
| Арсен Папикян                     | и. о. | 2016      |
| Игорь Осинькин                    |       | 2016      |
| Дан Петреску                      |       | 2016      |
| Михаил Семёнов                    | и. о. | 2016      |
| Евгений Калешин                   | и. о. | 2016      |
| Николай Южанин                    |       | 2016—2017 |
| Евгений Калешин                   |       | 2017—2018 |

## Президенты
Ввиду того, что в СССР все спортивные команды официально считались любительскими, должности президентов в их структуре отсутствовали. Лишь в период перестройки, когда клубы начали официально получать профессиональный статус, в их структуре появились и должности президентов. Именно так 3 мая 1989 года, вместе с обретением официального статуса профессионального клуба, в «Кубани» появился и первый официальный президент.
| Президент        | Период    |
| ---------------- | --------- |
| Владимир Середа  | 1989—1998 |
| Иван Паненко     | 1999—2001 |
| Михаил Крапивный | 2001—2002 |
| Александр Ткачёв | 2003—2015 |

## «Кубань» в народном творчестве
«Кубани» посвящён ряд произведений фанатского творчества, в том числе некоторое количество песен.
В 2019 году режиссёром Кириллом Сиренко и оператором Кириллом Поповым был снят фильм о футбольном клубе «Кубань» под названием «Двуликая столица», в котором рассказывается история о болельщиках, которые разделились на тех, кто с любительским клубом «Кубань» и тех, кто пошёл за футбольным клубом «Урожай» в надежде на возрождение команды в профессиональном футболе.